# Liste der denkmalgeschützten Objekte in Vitis
Die Liste der denkmalgeschützten Objekte in Vitis enthält die 10 denkmalgeschützten, unbeweglichen Objekte der Gemeinde Vitis.

## Denkmäler
| Foto |                 | Denkmal                                                                 | Standort                                                | Beschreibung | Metadaten |
| ---- | --------------- | ----------------------------------------------------------------------- | ------------------------------------------------------- | --- | --- |
| ja   | Datei hochladen | Ortskapelle hl. Anna HERIS-ID: 5835 Objekt-ID: 1709                     | bei Eulenbach 66 Standort KG: Eulenbach                 | Die Ortskapelle hl. Anna am Nordende des Eulenbacher Angers, ein 1734/1735 errichteter und 1888 renovierter Barockbau, hat einen eingezogenen, abgerundetem Chor im Norden und kleine Rundbogenfenster. Ihr vorgestellter Fassadenturm mit Spitzbogenportal und Giebelspitzhelm stammt aus dem späten 19. Jahrhundert. Der Innenraum hat eine gekehlte Flachdecke und in der Apsis eine Stickkappentonne. Das barocke Ädikulaaltärchen des 17./18. Jahrhunderts verfügt über seitliche Heiligenfiguren. Oben stehen die hll. Katharina und Barbara sowie ein Tabernakel. Das im 19. Jahrhundert angefertigte Altarblatt zeigt den Unterricht Mariae. Eine Pietà-Schnitzgruppe stammt aus dem 14. Jahrhundert. Zur weiteren Ausstattung zählen die volkstümlich barockisierenden Schnitzfiguren des Schmerzensmannes und eines Kruzifixus sowie die Kreuzwegbilder aus dem zweiten oder dritten Drittel des 19. Jahrhunderts. | BDA-Hist.: Q37855790 Status: § 2a Stand der BDA-Liste: 2025-06-30 Name: Ortskapelle hl. Anna GstNr.: 85 Ortskapelle Eulenbach                              |
| ja   | Datei hochladen | Ortskapelle Grafenschlag HERIS-ID: 5837 Objekt-ID: 1711                 | neben Grafenschlag 8 Standort KG: Grafenschlag          | Die nahe der Querstraße gelegene Ortskapelle ist ein innen flach gedeckter Bau aus dem letzten Viertel des 19. Jahrhunderts mit Halbkreisapsis und einer Giebelfassade mit Nischenfigur des hl. Florian unter dem von einem Giebelspitzhelm bekrönten Dachreiter. | BDA-Hist.: Q37855861 Status: § 2a Stand der BDA-Liste: 2025-06-30 Name: Ortskapelle Grafenschlag GstNr.: 1 Ortskapelle Grafenschlag                        |
| ja   | Datei hochladen | Figurenbildstock hl. Felix von Cantalice HERIS-ID: 5838 Objekt-ID: 1712 | Standort KG: Grafenschlag                               | Die mit 1739 bezeichnete Statue des hl. Felix steht, von einem Blechdach geschützt, auf einem Postament mit dem Wappen derer von Polheim. | BDA-Hist.: Q37855950 Status: § 2a Stand der BDA-Liste: 2025-06-30 Name: Figurenbildstock hl. Felix von Cantalice GstNr.: 847/1                             |
| ja   | Datei hochladen | Ortskapelle hl. Antonius HERIS-ID: 5841 Objekt-ID: 1715                 | gegenüber Großrupprechts 3a Standort KG: Großrupprechts | Die an der östlichen Randstraße von Großrupprechts gelegene Ortskapelle hl. Antonius ist ein 1770 errichteter Bau mit eingezogener Halbkreisapsis und einem Dachreiter mit Pyramidenhelm, der sich über einem mit einer Figurennische ausgestatteten geschweiften Giebel erhebt. | BDA-Hist.: Q37856190 Status: § 2a Stand der BDA-Liste: 2025-06-30 Name: Ortskapelle hl. Antonius GstNr.: 85                                                |
| ja   | Datei hochladen | Ortskapelle Hl. Dreifaltigkeit HERIS-ID: 5843 Objekt-ID: 1717           | neben Heinreichs 55 Standort KG: Heinreichs             | Die im Norden von Heinreichs an der Ausfallstraße gelegene Ortskapelle hl. Dreifaltigkeit ist ein laut urkundlichem Bericht 1690 durch die Gutsbesitzerin Apollonia Stockhorner (geb. Gräfin von Geyersberg und Osterburg) errichteter und 1900 renovierter, hoher, nach Westen ausgerichteter Bau mit niedriger Rechteckapsis und einem vorgestellten Ostturm, der von einem Pyramidendach bekrönt wird. Der zweijochige Innenraum ist durch eine Stickkappentonne mit Stuckrahmenfeldern über Pilastern gewölbt. Er hat einen eingezogenen Apsisbogen und eine kreuzgratgewölbte Apsis. Die hölzerne Empore verfügt über Akanthuspilaster und Engelköpfe aus der Zeit um 1700. Der Säulenaltar aus der Zeit um 1690 ist marmoriert und mit seitlichen Knorpelwerkschleiern ausgestattet. Zur weiteren Ausstattung zählen eine barocke Schnitzfigur der hl. Maria mit Kind aus dem frühen 18. Jahrhundert, eine barocke Schnitzfigur des hl. Johannes Nepomuk aus dem 18. Jahrhundert sowie das ehemalige Altarblatt hl. Sebastian und die Frauen aus der zweiten Hälfte des 17. Jahrhunderts. | BDA-Hist.: Q37856428 Status: § 2a Stand der BDA-Liste: 2025-06-30 Name: Ortskapelle Hl. Dreifaltigkeit GstNr.: 55 Chapel in Heinreichs                     |
| ja   | Datei hochladen | Figurenbildstock hl. Felix von Cantalice HERIS-ID: 5850 Objekt-ID: 1724 | Standort KG: Sparbach                                   | Die mit 1751 bezeichnete Felixstatue steht auf einem Postament mit dem Wappen der Familie Polheim. | BDA-Hist.: Q37857015 Status: § 2a Stand der BDA-Liste: 2025-06-30 Name: Figurenbildstock hl. Felix von Cantalice GstNr.: 1224/1                            |
| ja   | Datei hochladen | Kath. Pfarrkirche hl. Bartholomäus HERIS-ID: 5852 Objekt-ID: 1726       | neben Dreifaltigkeitsplatz 12 Standort KG: Vitis        | Die als westlich spornartig vorgeschobene Fortsetzung des Hauptplatzes von Vitis am Kirchplatz gelegene Pfarrkirche hl. Bartholomäus ist eine im Kern romanische, innen später veränderte Chorturmkirche, die früher mit dem sie umgebenden ehemaligen Friedhof einen Wehrkirchhof bildete. | BDA-Hist.: Q1410406 Status: § 2a Stand der BDA-Liste: 2025-06-30 Name: Kath. Pfarrkirche hl. Bartholomäus GstNr.: 2 Pfarrkirche Vitis                      |
| ja   | Datei hochladen | Pest-/Dreifaltigkeitssäule HERIS-ID: 5854 Objekt-ID: 1728               | vor Dreifaltigkeitsplatz 14 Standort KG: Vitis          | Die barocke Dreifaltigkeitssäule auf dem Marktplatz von Vitis wurde 1753 errichtet. Die ionische Sandsteinsäule mit Wolkengirlanden erhebt sich über einem Postament mit Akanthuskartuschen, wird von einer Gottvater-Pietá-Gruppe bekrönt und ist von Balustraden umgeben. | BDA-Hist.: Q37857373 Status: § 2a Stand der BDA-Liste: 2025-06-30 Name: Pest-/Dreifaltigkeitssäule GstNr.: 2380/1                                          |
| ja   | Datei hochladen | Figurenbildstock hl. Johannes Nepomuk HERIS-ID: 5855 Objekt-ID: 1729    | Schremser Straße 7, in der Nähe Standort KG: Vitis      | Die Nepomukstatue bei der Jaudlingbachbrücke ist mit 1773 bezeichnet. | BDA-Hist.: Q37857470 Status: § 2a Stand der BDA-Liste: 2025-06-30 Name: Figurenbildstock hl. Johannes Nepomuk GstNr.: 2390 Johannes-Nepomuk-Statue (Vitis) |
| ja   | Datei hochladen | Ehem. Mautkapelle HERIS-ID: 5853 Objekt-ID: 1727 marterl.at: 12210      | gegenüber Waidhofner Straße 2 Standort KG: Vitis        | Die ehemalige Mautkapelle an einer Straßengabelung östlich des Hauptplatzes von Vitis ist ein spätbarocker, durch Pilaster und Gebälk gegliederter Längsovalbau mit Glockenhelm. Der Bau ist durch ein Flachbogenfenster geöffnet, das von Kartuschen bekrönt wird. Der Innenraum hat eine Kuppelwölbung und stuckgerahmte Ochsenaugenöffnungen. Am Altarblatt sind ein Herz-Jesu-Bildnis aus dem 19. Jahrhundert zu sehen sowie eine barocke Wolkenglorie, beides eingefasst von einer Stuckdraperie. Als Schreinfigur dient ein Mariazeller Gnadenbild. | BDA-Hist.: Q37857242 Status: § 2a Stand der BDA-Liste: 2025-06-30 Name: Ehem. Mautkapelle GstNr.: 2399/5 Mautkapelle, Vitis                                |